# Frita

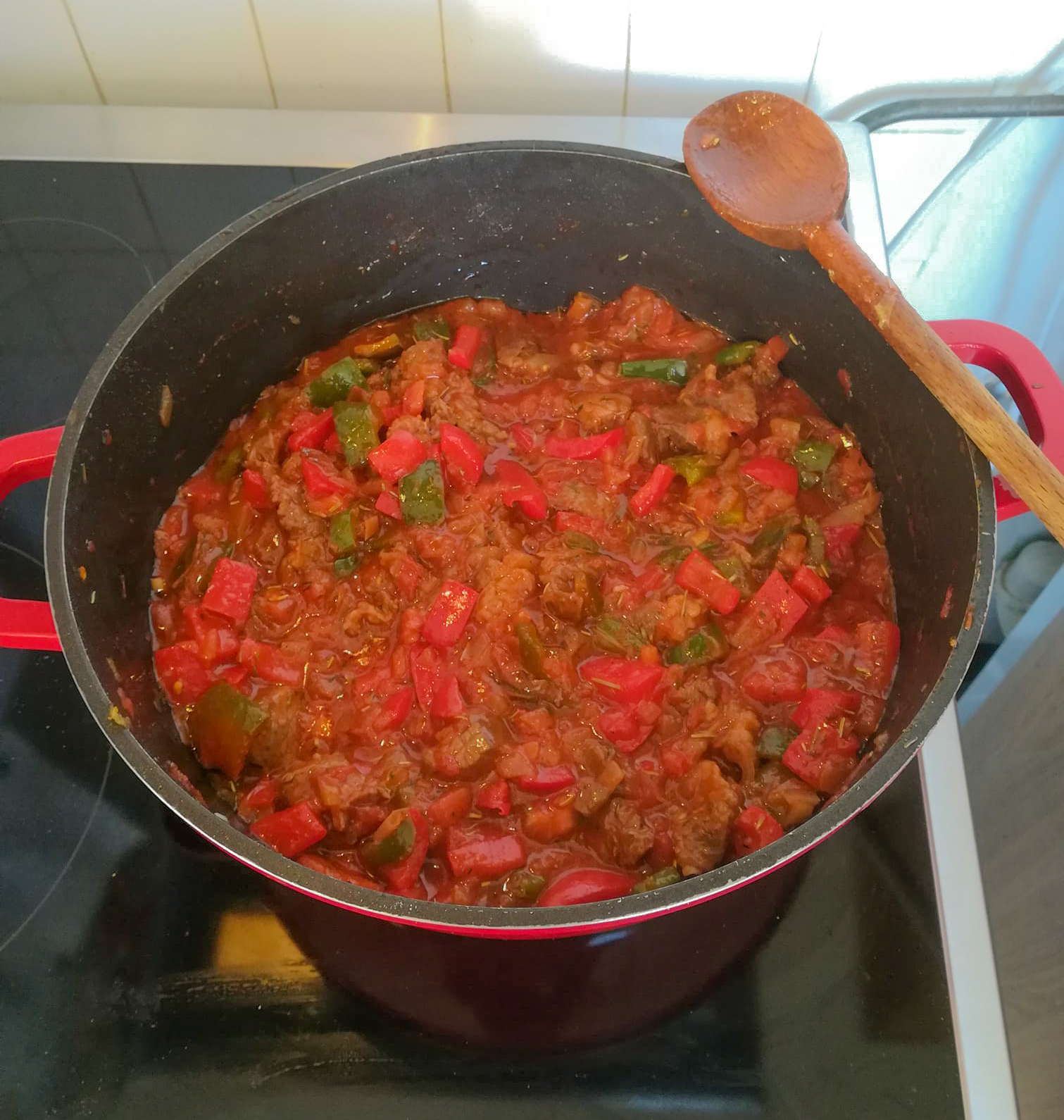
Frita.

La frita est un plat à base de légumes (poivrons et tomates principalement) semblable à la piperade. Contrairement à cette dernière, il n'y a pas d'ail dans la frita.

## Composition
En beignet, ou en tourte, ce mets nécessite un kilo d’oignons émincés fondus à feu doux, auxquels on ajoute un kilo de poivrons rouges (plus sucrés) et de poivrons verts coupés très finement. Quand le tout a bien réduit, on incorpore un kilo de tomates coupées en petits dés. Une fois que le tout est bien cuit, on verse le contenu dans un plat à tarte sur une première couche de pâte feuilletée, et on recouvre de la seconde.
S’il reste de la mixture, elle agrémentera parfaitement un plat de riz et de viande grillée.

## Origines de la recette
Il existe deux recettes de frita : une à l'ail, dite « à la juive » ce procédé est fait par les berbères depuis des siècles , où les tomates et les poivrons sont grillés puis pelés, et une version à l'oignon, dite « à l'espagnole », où les tomates et les poivrons ne sont pas grillés préalablement. Dans les deux cas, la viande (poulet ou lapin) est revenue puis retirée pour n'être rajoutée qu'après la préparation des ingrédients suivant la recette choisie. Ces préparations se dégustaient chaudes ou froides (plus spécialement la version « à la Berbère ») et permettaient la préparation des fameux cocas (petites tourtes à la frita).